# Nintoku
Nintoku (jap. (仁徳天皇, にんとくてんのう, Nintoku-tennō) (57. godina carice Jingū / 257. – 16. dan 1. mjeseca 87. godine cara Nintokua / 7. veljače 399.). Bio je 16. japanski car  prema tradicijskom brojanju.
Ne može se neki točni nadnevak pridijeliti njegovom vladanju, a konvencijski se uzima da je vladao od 313. do 399. godine., od 14. veljače 313.  do 7. veljače 399. godine.
Nintokuov naslov vjerojatno nije bio tennō, jer većina povjesničara vjeruje da ovaj naslov nije bio uveden sve do vladanje cara Tenmua i carice Jitō. Vjerojatnije je da je bio sumeramikoto ili amenoshita shiroshimesu Ōkimi (治天下大王), što znači "veliki kralj koji vlada pod svime ispod neba". Druga je mogućnost da su ga oslovljavali (ヤマト大王/大君) ili "veliki kralj Yamata".
Prema kronici Nihon Shoki, bio je četvrtim sinom cara Ōjina a mati mu je bila Nakatsuhime no Mikoto, praunuka cara Keikōa. Bio je ocem careva Richūa, Hanzeija i cara Ingyōa.
Vjeruje se da je njegovo posljednje počivalište Daisen Kofun (najveća grobnica u Japanu), u Sakaiju, u skupini Mozu kofungun od 47 grobova. Grobište je oblika ključanice je dugo 486 m, 305 m široko u osnovici tlocrta te je promjera 245 m. Pravo mjesto njegova groba nije poznato.
.